# هوارد ويلكينسون
هوارد ويلكينسون (بالإنجليزية: Howard Wilkinson)‏ لاعب كرة قدم ومدرب من إنجلترا مواليد عام 1943 ، لعب لعدة أندية في إنجلترا أهمها شيفيلد يونايتد ، بعد اعتزالة اللعب توجة للتدريب ودرب عدة أندية أهمها نادي ليدز يونايتد درب كذلك منتخب إنجلترا للشباب، سنة 1999 عُين مدرباً مؤقتاً المنتخب الإنجليزي دربهم في مباراة واحدة فقط وعاد مره أخرى خلال عام 2000 ودرب ذات المنتخب لمباراة واحدة ايضاً.

## وصلات خارجية
- هوارد ويلكينسون على موقع قاعدة بيانات كرة القدم.إي يو (الإنجليزية)
- هوارد ويلكينسون على موقع Soccerbase.com (لاعب) (الإنجليزية)
- هوارد ويلكينسون على موقع Soccerbase.com (مدرب) (الإنجليزية)

- معلومات عن هوارد ويلكينسون